# Amy Hargreaves
Amy Hargreaves (Nova Iorque, 27 de janeiro de 1970) é uma atriz norte-americana, conhecida pela participação na série Homeland e 13 Reasons Why.